# Iglesia de San Salvador (Viveda)
La iglesia de San Salvador es un templo parroquial católico situado en Viveda (Cantabria, España). El edificio, de una sola nave, espadaña y porche, fue consagrado el año 878 como parte de un monasterio por el obispo Obeco, lo que le acredita, al menos documentalmente, como más antiguo que la colegiata de Santillana del Mar. Fue reconstruido parcialmente varias veces, de modo que sólo conserva la portada románica, mientras que el resto parte de una reconstrucción del siglo XVI, volviéndose a reparar en gran parte en el año 1730 debido a que se había desmoronado. No está claro si en su origen perteneció a la Arquidiócesis de Oviedo o a la de Burgos. En el año 1414 ya era parroquia, existiendo documentos que hablan de los feligreses de la parroquia de San Salvador de Viveda.
La fecha de su fundación se basa fundamentalmente en una inscripción hallada en una lápida embebida en la portada románica, que dice así:

SACRE : TEMPLI : OBE

CO EPS VIH K IVNIAS

ERA DCCCC XVI